# Gregor Hoch
Gregor Hoch (* 13. Dezember 1936 in Lustenau; † 10. Juli 1992 in Altach) war ein  österreichischer Politiker (ÖVP) und Betriebsleiter. Er war von 1984 bis 1989 Abgeordneter zum Vorarlberger Landtag.

## Ausbildung und Beruf
Hoch besuchte zunächst die Volksschule in Altach und wechselte danach an die Hauptschule in Hohenems. Er absolvierte danach ein Jahr Praxis bei der Firma Josef Huber´s Erben in Götzis und absolvierte eine kaufmännische Lehre bei der Firma Franz Längle in Götzis. Er war des Weiteren zwei Jahre lang als Angestellter beim Landesstraßenbauamt Feldkirch beschäftigt und arbeitete fünf Jahre als Deklarant im Stickereibetrieb Eugen Sandholzer in Altach. Er stieg in der Folge zum Abteilungsleiter bzw. Betriebsleiter auf. Zuletzt war Hoch als Konfektionsleiter bei der Firma Huber Tricot beschäftigt. 

## Politik und Funktionen
Hoch war Mitglied der Österreichischen Volkspartei und gleichzeitig Mitglied in der Teilorganisation ÖAAB. Er wirkte zudem innerparteilich ab 1972 als stellvertretender Bezirksparteiobmann der ÖVP Feldkirch und war als Bezirksobmann des ÖAAB Feldkirch aktiv. Auf Landesebene war er in der ÖVP Vorarlberg Mitglied der Landesparteileitung, zudem hatte er die Funktion eines Mitglieds der Bezirksparteileitung der ÖVP Feldkirch inne. Lokalpolitisch war Hoch ab 1965 Mitglied der Gemeindevertretung von Altach, wobei er dieses Mandat bis 1990 innehatte. Er war zudem von 1975 bis 1990 Vizebürgermeister von Altach. Als Abgeordneter des Wahlbezirkes Feldkirch vertrat er die Österreichische Volkspartei vom 6. November 1984 bis zum 23. Oktober 1989 im Vorarlberger Landtag. Er war dort zudem Mitglied im Finanzausschuss, Mitglied im Kontrollausschuss, Mitglied im Energiepolitischen Ausschuss und Mitglied im Umweltausschuss sowie Ersatzmitglied im Kulturausschuss bzw. im Sozialpolitischen Ausschuss.
Hoch war zudem Landesleiter der katholischen Arbeiterjugend, Vorstandsmitglied der Vorarlberger Gebietskrankenkasse, ab 1984 Kammerrat der Vorarlberger Arbeiterkammer sowie Ersatzmitglied im Raumplanungsbeirat und Mitglied des Wohnbauförderungsbeirates.

## Privates
Hoch heiratete 1961 die aus der Steiermark stammende Gertrude Kreditsch und wurde zwischen 1963 und 1970 Vater von drei Söhnen und zwei Töchtern.